# Halecium frigidum
Halecium frigidum is een hydroïdpoliep uit de familie Haleciidae. De poliep komt uit het geslacht Halecium. Halecium frigidum werd in 2010 voor het eerst wetenschappelijk beschreven door Peña Cantero. 